# Bannière centrale droite de Chahar
Pour les articles homonymes, voir Chahar.
La bannière centrale droite de Chahar (chinois simplifié : 察哈尔右翼中旗 ; pinyin : cháhā'ěr yòuyì zhōngqí) est une subdivision administrative de la région autonome de Mongolie-Intérieure en Chine. Elle est placée sous la juridiction de la ville-préfecture d'Ulaan Chab.

## Démographie
La population de la bannière était de 219 605 habitants en 1999.